# Österreichische Hockey-Bundesliga (Feld, Herren) 2016/17
Die österreichische Feldhockey-Bundesliga der Herren wird 2016/17 zum 89. Mal ausgetragen. Es werden der österreichische Feldhockeymeister und die Vertreter für die europäischen Bewerbe 2017/18 ermittelt. Der Organisator ist der Österreichische Hockey Verband (ÖHV) und der Wettbewerb beginnt im September 2016 und endet im Juni 2017 mit dem Finale. Der Vorjahresmeister war der SV Arminen.

## Modus
Die Liga setzte sich aus sechs Mannschaften zusammen. Diese spielten zuerst einen Grunddurchgang, bestehend aus jeweils drei Spielen (mindestens einem Heim- und Auswärtsspiel) gegen die anderen Mannschaften. Die ersten Vier qualifizierten sich, für das "Final-Four". Dabei spielten sowohl der Erste und der Vierte als auch der Zweite und Dritte des Grunddurchgangs jeweils ein Halbfinale. Die Sieger spielten im Finale um den Meistertitel. Der dritte Platz wurde nicht ausgespielt. Anstatt dessen erging er direkt an den Bestplatzierten des Grunddurchganges, der nicht das Finale erreichte. Des Weiteren spielten die letzten Zwei des Grunddurchgangs um den Verbleib in der Liga. Diese Relegationsspiele fanden zwischen dem Fünftplatzierten der Bundesliga und dem Zweitplatzierten der Herren B, wie auch dem Sechstplatzierten der Bundesliga und dem Erstplatzierten der Herren B statt. Die Gewinner waren berechtigt, an der Bundesliga der folgenden Saison teilzunehmen. Der Grunddurchgangssieger qualifizierte sich als zweitgereihter Vertreter für den europäischen Bewerb. Für den Fall, dass der Grunddurchgangs auch Meister wird, qualifiziert sich der Grunddurchgangszweiter für den Europapokal.

### Shoot-Out
Eine Mannschaft erhielt, wie vielen anderen europäischen Ligen, drei Punkte für einen Sieg und null Punkte für eine Niederlage. Im Falle eines Unentschieden nach regulärer Spielzeit wurde ein Shoot-Out gespielt. Der Gewinner dieses Shoot-Outs erhielt zwei Punkte und der Verlierer bekam einen Punkt. Außerdem wurde im Final-Four und in der Relegation auch ein Shoot-Out ausgetragen falls es am Ende eines Spiels Unentschieden stand.

## Teilnehmer
| Stadt   | Club       | Platzierung 2014/15 |
| ------- | ---------- | ------------------- |
| Wien    | SV Arminen | Meister             |
| Wien    | AHTC       | 2. Platz            |
| Wien    | WAC        | 3. Platz            |
| Wien    | HC Wien    | 4. Platz            |
| Wien    | Post SV    | 5. Platz            |
| Mödling | HG Mödling | Aufsteiger          |

| HG Mödling |

| AHTC HC Wien Post SV SV Arminen WAC |

## Grunddurchgang

### Tabelle
| Pl. | Club       | Sp. | S  | U (SO 1) | N  | Tore  | Diff. | Pkt. |
| --- | ---------- | --- | -- | -------- | -- | ----- | ----- | ---- |
| 1.  | SV Arminen | 15  | 15 | 0        | 0  | 77:18 | +59   | 45   |
| 2.  | WAC        | 15  | 7  | 3 (2)    | 5  | 53:29 | +24   | 26   |
| 3.  | Post SV    | 15  | 6  | 3 (3)    | 6  | 43:31 | +12   | 24   |
| 4.  | AHTC       | 15  | 7  | 2        | 6  | 56:39 | +17   | 23   |
| 5.  | HC Wien    | 15  | 5  | 2        | 8  | 40:48 | −8    | 17   |
| 6.  | HG Mödling | 15  | 0  | 0        | 15 | 8:112 | −104  | 0    |

| Zum Saisonende 2016/17: |                                                    |
|                         |                                                    |
|                         | Teilnahme am Final Four und am Europapokal 2016/17 |
|                         | Teilnahme am Final-Four                            |
|                         | Relegation gegen den 2. der Herren B               |
|                         | Relegation gegen den 1. der Herren B               |

### Ergebnisse
Erster und zweiter Durchgang
|            | SVA  | AHTC | WAC          | HCW          | PSV          | HGM  |
| ---------- | ---- | ---- | ------------ | ------------ | ------------ | ---- |
| SV Arminen |      | 3:2  | 2:1          | 7:1          | 3:1          | 7:0  |
| AHTC       | 2:3  |      | 3:5          | 3:4          | 2:2 (0:2 SO) | 13:1 |
| WAC        | 2:3  | 1:3  |              | 2:2 (3:2 SO) | 2:2 (0:1 SO) | 6:0  |
| HC Wien    | 0:3  | 1:5  | 4:4 (0:1 SO) |              | 2:5          | 3:0  |
| Post SV    | 0:3  | 2:3  | 3:2          | 3:5          |              | 3:1  |
| HG Mödling | 0:14 | 0:6  | 0:11         | 1:6          | 0:8          |      |

Dritter Durchgang
|            | SVA  | AHTC | WAC | HCW | PSV          | HGM |
| ---------- | ---- | ---- | --- | --- | ------------ | --- |
| SV Arminen |      |      |     | 3:2 | 2:1          |     |
| AHTC       | 4:7  |      |     |     | 2:2 (0:2 SO) |     |
| WAC        | 1:3  | 4:0  |     | 3:2 | 3:2          |     |
| HC Wien    |      | 2:4  |     |     | 1:3          |     |
| Post SV    |      |      |     |     |              | 6:0 |
| HG Mödling | 1:14 | 2:4  | 0:6 | 2:5 |              |     |